# 周秀英
周秀英（1835年—1855年），亦作周秀成，江苏青浦县（在今上海市境）人，清朝上海小刀会著名女将，善使大刀。

## 大刀杀敌
周秀英是青浦天地會頭目塘湾乡地保周立春之女，自幼练武，精于刀法。咸丰二年（1852年）五月，青浦知县余龍光催交原已免去的钱粮，引起农民反抗。农民在周立春鼓动下打公差，烧催粮船，並打进衙门。 同年九月，苏州知府率軍千余名下乡搜捕抗粮农民，被农民击退。当时周秀英率领农民在塘湾桥与清軍激战，使出她擅长的开四门刀法，手斩清兵数十人，击败进袭清軍。青浦至今还流传有关她的民歌：“女中英雄周秀英，大红裤子小紧身，手拿大刀百廿斤，塘湾桥上开四门。”

## 起事反清
次年（1853年）八月，小刀会刘丽川，周立春在嘉定起事，连克上海，青浦等地。周秀英在起义中奋勇作战。《上海县志》称：“周立春先据青浦，继攻嘉定，势张甚。秀成，其女也，以敢战闻。”不久，清軍在嘉定击败起事軍，周立春被俘处死。周秀英杀出重围，投奔上海的劉麗川。小刀会在上海与敌軍作战时，周秀英率领一支女軍勇猛作战，屡败清軍和法軍。当时目击她作战的人说她 “辟易千人”。观战的外国记者也说她和她率领的女兵:“她们真和古希腊亚马逊女将一样地勇猛果敢。”

## 被俘凌迟
上海的小刀会坚守十六个月后，在清軍和洋軍夹击下弹尽粮绝，于咸丰五年(1855年)正月突围。周秀英奋勇冲陣，在敌軍追到时又“立马横刀，力战追兵，不幸马踬被执”。周秀英被清軍生擒活捉后在上海被凌迟处死，死时年仅19岁。民间至今流传她被活剐及掏心活祭过程的故事。